# Gymnotriclis
Gymnotriclis is een vliegengeslacht uit de familie van de roofvliegen (Asilidae).

## Soorten
- G. coscaronorum Artigas & Papavero, 1997